# San Juan Bautista de La Salle (título cardenalicio)
San Juan Bautista de La Salle es un título cardenalicio de la Iglesia Católica. Fue instituido por Francisco en 2023. Su primer titular es el cardenal Stephen Chow Sau-yan, creado en el consistorio celebrado el 30 de septiembre de 2023.

## Titulares
- Stephen Chow Sau-yan (30 de septiembre de 2023)